# Green Bay Packers 1975
La stagione 1974 dei Green Bay Packers è stata la 55ª della franchigia nella National Football League. Sotto la direzione del capo-allenatore al primo anno Bart Starr, la squadra terminò con un record di 4-10, chiudendo quarta nella Central Division. Green Bay iniziò con un record di 1-8, prima di vincere tre delle ultime cinque gare.

## Roster
| Roster dei Green Bay Packers nel 1974 |
| --- |
| Quarterback - Alan Autry - John Hadl - Don Milan Running Back - John Brockington - Willard Harrell - Barty Smith - Eric Torkelson - Terry Wells Wide Receiver - Kent Gaydos - Steve Odom - Ken Payne - Barry Smith - Gerald Tinker - Charlie Wade Tight End - Rich McGeorge Offensive Linemen - Bill Bain - Dick Himes - Ernie Janet - Pat Matson - Bob McCaffrey - Larry McCarren - Ernie McMillan - Bruce Van Dyke - Keith Wortman Defensive Linemen - Bert Askson - Bill Cooke - Mike McCoy - Steve Okoniewski - Dave Pureifory - Alden Roche - Dave Roller - Clarence Williams Linebacker - Ron Acks - Fred Carr - Jim Carter - Larry Hefner - Tom Hull - Tom Toner Defensive Back - Willie Buchanon - Ken Ellis - Johnnie Gray - Charlie Hall - Steve Luke - Al Matthews - Hurles Scales - Perry Smith Special Team - David Beverly - Joe Danelo Lista delle riserve - Chester Marcol K (IR)                                                                                        |
| Legenda - I rookie sono in corsivo. - Il primo ruolo è il principale mentre gli eventuali successivi indicano i ruoli secondari. - (IR) sta per Injured Reserve ed indica la lista ristretta per un solo giocatore infortunato che può tornare ad allenarsi dopo la settimana 6 e a rientrare in prima squadra dopo che questa ha giocato 8 partite. - (NF-Inj.) / (NF-Ill.) stanno rispettivamente per Non-Football Injured e Non-Football Illness ed indicano le liste dove viene inserito un giocatore che ha un infortunio o una malattia non dipendente dal football americano. - (PUP) sta per Physically Unable to Perform ed indica la lista dove viene inserito un giocatore mentre è in attesa di recuperare la condizione fisica. Nella stagione regolare dopo la sesta partita giocata dalla propria squadra, il giocatore ha tempo tre settimane per riprendere ad allenarsi, più tre settimane aggiuntive dal suo rientro agli allenamenti per rientrare in prima squadra. |

## Calendario
| Stagione regolare |              |                        |           |        |                               |          |
| Turno             | Data         | Avversario             | Risultato | Record | Stadio                        | Pubblico |
| 1                 | 17 settembre | Detroit Lions          | P 17–17   | 0–0–1  | Lambeau Field                 | 50,861   |
| 2                 | 24 settembre | Chicago Bears          | V 13–10   | 1–0–1  | Lambeau Field                 | 50,861   |
| 3                 | 1 ottobre    | Atlanta Falcons        | V 23–0    | 2–0–1  | Milwaukee County Stadium      | 49,467   |
| 4                 | 8 ottobre    | at Detroit Lions       | V 27–17   | 3–0–1  | Tiger Stadium                 | 57,877   |
| 5                 | 15 ottobre   | Minnesota Vikings      | S 7–10    | 3–1–1  | Milwaukee County Stadium      | 49,601   |
| 6                 | 22 ottobre   | at New York Giants     | V 48–21   | 4–1–1  | Yankee Stadium                | 62,585   |
| 7                 | 30 ottobre   | at St. Louis Cardinals | V 31–23   | 5–1–1  | Busch Memorial Stadium        | 49,792   |
| 8                 | 5 novembre   | at Baltimore Colts     | S 10–13   | 5–2–1  | Memorial Stadium              | 60,238   |
| 9                 | 12 novembre  | Cleveland Browns       | V 55–7    | 6–2–1  | Milwaukee County Stadium      | 50,074   |
| 10                | 19 novembre  | San Francisco 49ers    | V 13–0    | 7–2–1  | Lambeau Field                 | 50,861   |
| 11                | 26 novembre  | at Chicago Bears       | V 17–13   | 8–2–1  | Wrigley Field                 | 47,513   |
| 12                | 3 dicembre   | at Minnesota Vikings   | V 30–27   | 9–2–1  | Metropolitan Stadium          | 47,693   |
| 13                | 9 dicembre   | at Los Angeles Rams    | S 24–27   | 9–3–1  | Los Angeles Memorial Coliseum | 76,637   |
| 14                | 17 dicembre  | Pittsburgh Steelers    | S 17–24   | 9–4–1  | Lambeau Field                 | 50,861   |

| Stagione regolare |              |                       |           |        |                               |          |
| Turno             | Data         | Avversario            | Risultato | Record | Stadio                        | Pubblico |
| 1                 | 21 settembre | Detroit Lions         | S 16–30   | 0–1    | Milwaukee County Stadium      | 52,613   |
| 2                 | 29 settembre | at Denver Broncos     | S 13–23   | 0–2    | Mile High Stadium             | 52,621   |
| 3                 | 5 ottobre    | Miami Dolphins        | S 7–31    | 0–3    | Lambeau Field                 | 56,267   |
| 4                 | 12 ottobre   | at New Orleans Saints | S 19–20   | 0–4    | Louisiana Superdome           | 51,371   |
| 5                 | 19 ottobre   | at Dallas Cowboys     | V 19–17   | 1–4    | Texas Stadium                 | 64,189   |
| 6                 | 26 ottobre   | Pittsburgh Steelers   | S 13–16   | 1–5    | Milwaukee County Stadium      | 52,815   |
| 7                 | 2 novembre   | Minnesota Vikings     | S 17–28   | 1–6    | Lambeau Field                 | 56,267   |
| 8                 | 9 novembre   | at Chicago Bears      | S 14–27   | 1–7    | Soldier Field                 | 48,738   |
| 9                 | 16 novembre  | at Detroit Lions      | S 10–13   | 1–8    | Pontiac Silverdome            | 76,946   |
| 10                | 23 novembre  | New York Giants       | V 40–14   | 2–8    | Milwaukee County Stadium      | 50,150   |
| 11                | 30 novembre  | Chicago Bears         | V 28–7    | 3–8    | Lambeau Field                 | 56,267   |
| 12                | 7 dicembre   | at Minnesota Vikings  | S 3–24    | 3–9    | Metropolitan Stadium          | 46,147   |
| 13                | 14 dicembre  | at Los Angeles Rams   | S 5–22    | 3–10   | Los Angeles Memorial Coliseum | 66,496   |
| 14                | 21 dicembre  | Atlanta Falcons       | V 22–13   | 4–10   | Lambeau Field                 | 56,267   |

Note: gli avversari della propria division sono in grassetto.

## Classifiche
| NFL Central          |    |    |   |      |     |      |     |     |     |
|                      | V  | S  | P | %    | DIV | CONF | PF  | PS  | STR |
| Minnesota Vikings(1) | 12 | 2  | 0 | .857 | 5–1 | 8–2  | 377 | 180 | V1  |
| Detroit Lions        | 7  | 7  | 0 | .500 | 4–2 | 6–5  | 245 | 262 | S1  |
| Chicago Bears        | 4  | 10 | 0 | .286 | 2–4 | 4–7  | 191 | 379 | V1  |
| Green Bay Packers    | 4  | 10 | 0 | .286 | 1–5 | 4–7  | 226 | 285 | V1  |